# Bree Williamson
Bree Williamson (Toronto, 28 december 1979) is een Canadese actrice.
Williamson is het meest bekend van haar rol als Jessica Brennan in de televisieserie One Life to Live waar zij in 700 afleveringen speelde (2003-2012).

## Biografie
Williamson doorliep de highschool aan de Bayview Glen School in Toronto. Hierna ging zij studeren aan de Universiteit van Toronto aldaar.
Williamson was van 2005 tot en met 2007 getrouwd, vanaf 2008 is zij opnieuw getrouwd waaruit zij een zoon heeft.

## Filmografie

### Films
- 2020 Mommy is a Murderer - als Karina
- 2020 A Family's Nightmare - als Allison
- 2019 Fatal Friend Request - als Vanessa
- 2018 Intensive Care - als dr. Hillary Penzer
- 2017 The Wrong Nanny - als Meredith
- 2017 Mommy's Little Boy - als Briana Wilson
- 2016 The Unwilling - als Cheryl Cates
- 2016 A Beginner's Guide to Snuff - als Jennifer
- 2015 A Mother Betrayed - als Lisa
- 2015 Love You to Death - als Yasmine Winters
- 2015 Heart of the Matter - als April Littleton
- 2013 Murder in a Small Town - als Debbie Martin
- 2002 Adam & Eve – als Andrea

### Televisieseries
Uitgezonderd eenmalige gastrollen.
- 2017-2018 Private Eyes - als Melanie Parker - 6 afl.
- 2018 Dallas & Robo - als Hellen - 3 afl.
- 2016 General Hospital - als Claudette Boland - 26 afl.
- 2015-2016 TripTank - als Ashley (stem) - 7 afl.
- 2015 Chicago Fire - als Beth - 2 afl.
- 2013 Deception – als Vivian Lawson – 6 afl.
- 2012 Haven – als Claire Callahan – 11 afl.
- 2003-2012 One Life to Live – als Jessica Brennan – 700 afl.